# Transition démocratique espagnole
Pour une approche plus chronologique et évènementielle de la transition, voir Histoire de la transition démocratique espagnole.

Drapeau de l'Espagne (1977-1981)

La transition démocratique espagnole (en espagnol : Transición democrática española) est le processus ayant permis la sortie du franquisme et la mise en place d'un régime démocratique en Espagne. On peut considérer qu'elle s'étend de la mort du général Franco, en 1975, jusqu'à la première alternance politique, en 1982, avec l'arrivée au pouvoir du Parti socialiste ouvrier espagnol de Felipe González.

## Le processus politique

### La transition constitutionnelle (1975-1978)

#### Le premier gouvernement de Juan CarlosIer(novembre 1975-juillet 1976)
Le lendemain de la mort du général Francisco Franco, le 20 novembre 1975, le prince Juan Carlos de Borbón est proclamé roi d'Espagne sous le nom de Juan Carlos Ier et devient ainsi le nouveau chef de l'État. Le 22 novembre 1975, Juan Carlos Ier prête serment devant les Cortes franquistes et le Conseil du Royaume et proclame sa fidélité aux principes du Mouvement national comme il l'avait fait en 1969, quand Francisco Franco l'avait désigné comme successeur,. Dans son discours, il insiste toutefois sur l'option européenne de l'Espagne.
Juan Carlos Ier hérite de tous les pouvoirs réservés par les lois du régime franquiste au chef de l'État, et notamment de la direction de trois corps franquistes, constitués de l'armée, du Mouvement national (parti unique) et des Cortes franquistes.
Le 23 novembre 1975, Francisco Franco bénéficie de funérailles grandioses en présence du nouveau roi Juan Carlos Ier et de son épouse Sophie de Grèce,.
Le 25 novembre, il promulgue une grâce permettant à près de 9 000 prisonniers de voir leur peine réduite.
Le 11 décembre 1975, il confirme à son poste Carlos Arias Navarro, le dernier président du gouvernement de Franco.
De timides signaux d'ouverture sont envoyés de la part du nouveau gouvernement à la société civile, mais celle-ci en attend davantage maintenant de ce dernier, d'autant plus qu'aux frontières, le Portugal s'est démocratisé à la suite de la révolution des Œillets en 1974.
Le roi, tout comme une partie des dirigeants du régime ressentent cette demande et se doivent de négocier le passage vers la démocratie, en formant ce qu'on désigne comme le groupe des « aperturistes », en opposition de ceux qui censurent toute évolution du régime (le « Bunker »).
Face au corps dirigeant du régime, au début de 1976 apparaissent les deux premières organisations politiques : la « Plateforme de coordination démocratique » représentant la démocratie-chrétienne et les socialistes d'une part, d'autre part la « Junta » démocratique dirigée par le Parti communiste d'Espagne (PCE).
Dans la rue, la contestation qui a lieu pour exiger la démocratie et la dissolution des structures administratives franquistes dégénère parfois en violence. La violence est même encouragée durant tout le processus par des mouvements d'extrême gauche, des groupes terroristes comme ETA ou Grapo mais aussi par des groupes de néofascistes comme Batallón Vasco Español ou les Guerrilleros de Cristo Rey qui refusent toute évolution ou encore des groupes nationalistes catalans comme Exèrcit Popular Català qui réclament l'indépendance.
Ils ne réussiront pas cependant à faire dégénérer les discussions en confrontation ouverte mais, au contraire, affirmeront le compromis de la majorité dans le processus démocratique. C'est pourquoi notamment, alors que certains observateurs envisageaient fin 1975 un retour à une forme de guerre civile qui n'a finalement pas eu lieu, l'on considère que la Transition a été un processus pacifique.
Le 3 mars 1976, cinq ouvriers sont tués et une centaine de personnes blessées lors de graves affrontements à Vitoria (Pays basque) entre la police (surnommée « los grises » par la couleur de leur uniforme) et les participants à une réunion ouvrière. De cet évènement va naître la Coordination démocratique ou « Platajunta », union de la Plataforma de Coordinación Democrática et de la Junta Democrática.
Le 9 mai 1976, deux militants carlistes (monarchistes d'une branche dissidente) sont tués à Montejurra (Navarre) par des radicaux issus de la même formation. Les carlistes soutenaient l'accession au trône de Charles-Hugues de Bourbon-Parme. Une implication du militant néofasciste Stefano Delle Chiaie et de l'Alliance anticommuniste argentine a pu être évoquée,.
Tous ces incidents provoquent une prise de conscience au niveau du pouvoir et dès mai 1976, deux lois reconnaissant le droit de réunion et d'association sont approuvées par les Cortès.
Arias Navarro, en désaccord avec la ligne politique réformiste que veut suivre le roi, est contraint à la démission le 1er juillet 1976.

#### La désignation d'Adolfo Suárez et la dissolution du régime (juillet 1976-avril 1977)
Le roi va alors pouvoir nommer quelqu'un qui partage son intention de conduire le pays vers un nouveau régime. Adolfo Suárez, homme de confiance de Juan Carlos Ier et de la ligne « aperturiste » qui représentait le parti unique au sein du gouvernement d'Arias Navarro, est ainsi nommé au poste de président du gouvernement le 3 juillet 1976.
Sous le gouvernement d'Adolfo Suárez, une série de réformes essentielles à la réussite de la Transition sont entreprises par les institutions du régime.
Pendant le mois de juillet 1976, les partis politiques sont légalisés à l'exception de ceux qui prônent un État totalitaire et, à la fin du mois, le 31 juillet 1976 l'amnistie générale est déclarée pour tous les prisonniers politiques ou de conscience (à l'exception de ceux condamnés pour actes de terrorisme). La demande d’amnistie avait été, avec le rétablissement des libertés et, dans certaines régions, la mise en place d’un statut d’autonomie, l’une des grandes revendications des manifestations populaires du début de la transition,.
Le 18 novembre 1976, le nouveau président du gouvernement fait approuver par le Congrès des députés franquistes sa propre dissolution (exigence formulée par Franco lui-même) avec la loi pour la réforme politique (le « Hara-kiri » des Cortes franquistes), validé le 15 décembre par référendum.
Peu avant, le 5 décembre 1976, le PSOE organise la première assemblée libre d'un parti de gauche en Espagne depuis la fin de la IIe République, 37 ans auparavant.
Le 23 décembre 1976, Santiago Carrillo, secrétaire général du PCE, rentré clandestinement en Espagne, est arrêté. Il est rapidement libéré, ce qui entraîne, une semaine plus tard, la dissolution du Tribunal de l'Ordre public, organe de répression du système franquiste.
Le début de l'année 1977 est marqué par de graves attentats terroristes, qui mettent en péril les réformes acquises.
Le 24 janvier 1977, un commando néofasciste assassine cinq avocats et en blesse grièvement quatre (massacre d'Atocha de 1977).
Le 14 mars est approuvée une nouvelle amnistie applicable aux actes de terrorisme n’ayant pas provoqué de victimes mortelles permet la libération de près de 2 000 incarcérés.
Le 30 mars 1977, la liberté syndicale est légalisée. Comme les Cortes franquistes, le Movimiento Nacional (l'ancien parti unique) dirigé par Suárez accepte sa dissolution, confirmée par décret le 1er avril 1977. Par le même décret, la censure est abrogée.

#### De la légalisation du PCE à l'assemblée constitutionnelle (avril 1977-juin 1977)
Le 9 avril 1977, durant la Semaine sainte, le Parti communiste d'Espagne (PCE) est légalisé, ce qui permettra le retour au pays de nombreux anciens exilés républicains, parmi lesquels des dirigeants historiques du communisme espagnol, tels que Dolores Ibárruri (dite « La Pasionaria »). La monarchie parlementaire et ses symboles seront acceptés par le PCE.
Le 28 avril 1977, les centrales syndicales sont légalisées : l'Union générale des travailleurs (UGT, socialiste) et les CCOO (Commissions ouvrières, communistes) deviendront les plus importantes au niveau national.
En mai 1977, le président du gouvernement Adolfo Suárez crée sa propre formation politique, l'Union du centre démocratique (UCD).

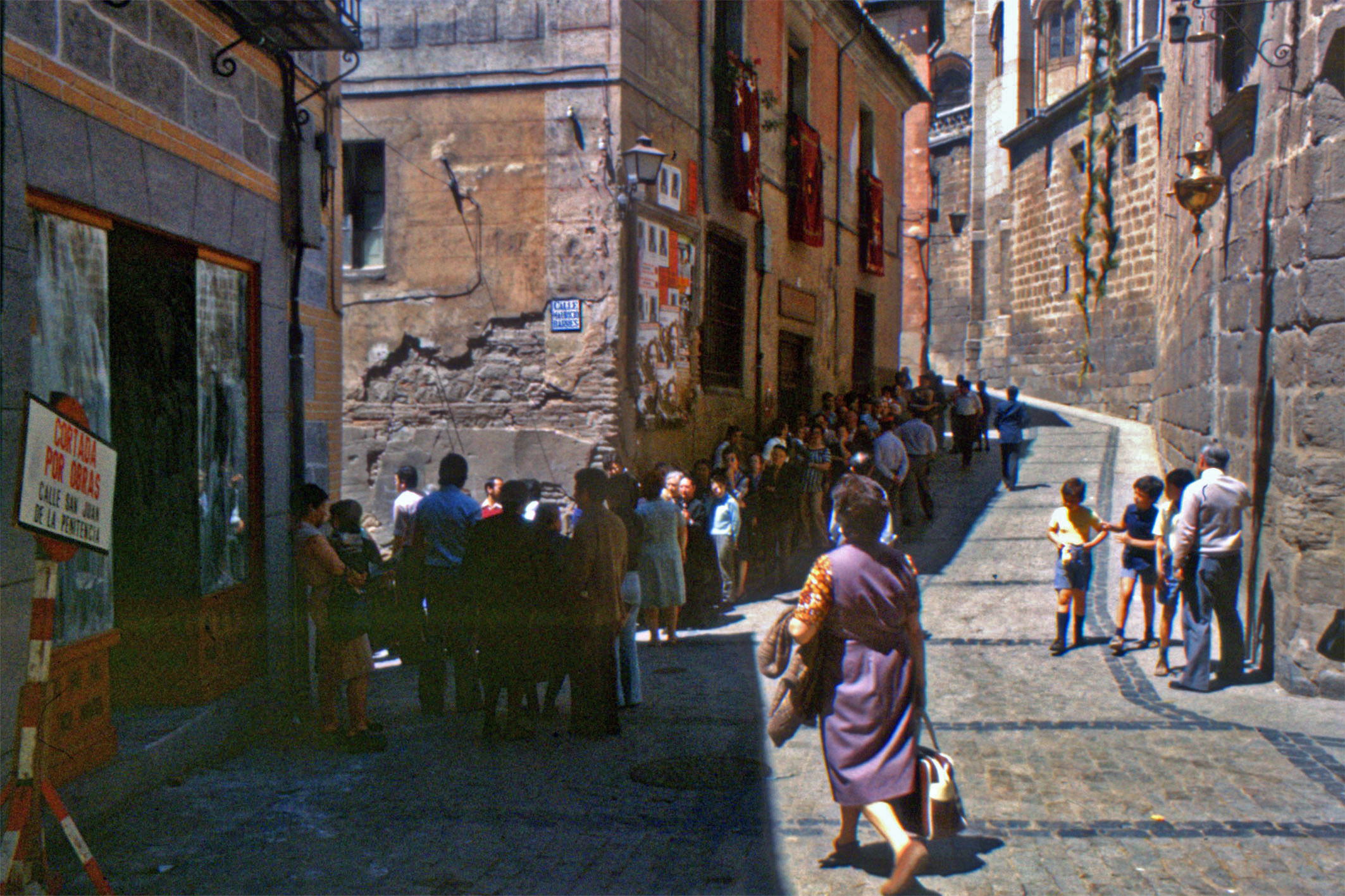
Électeurs à Tolède le 15 juin 1977.

Le 15 juin 1977, les électeurs espagnols élisent l'assemblée constituante. C'est la première élection démocratique depuis 1936.
L'UCD de Suárez sort vainqueur. En deuxième position arrive le PSOE puis plus loin derrière, le PCE et Alliance populaire, dirigée par l'ancien ministre franquiste Manuel Fraga.

#### La rédaction de la Constitution espagnole de 1978 (juin 1977-octobre 1978)
L'Assemblée travaille à la rédaction du texte de la nouvelle constitution. Les rédacteurs sont issus de tous les partis politiques : Gabriel Cisneros, Miguel Herrero et José Pedro Pérez Llorca (UCD), Gregorio Peces-Barba (PSOE), Manuel Fraga (Alliance populaire), Miquel Roca Junyent (Parti nationaliste catalan) et Jordi Solé Tura (PSUC).
La crise économique, les actes terroristes et les questions du Pays basque et de la Catalogne sont les principaux fronts de bataille du premier gouvernement démocratique.
En septembre 1977, la Généralité de Catalogne est rétablie, sous la présidence de Josep Tarradellas, revenu d'exil.
Le 14 octobre, une dernière loi d’amnistie est promulguée. Elle s’applique à tous les prisonniers politiques, y compris ceux ayant participé à des attentats mortels survenus avant le 15 juin de la même année. Cette loi s’applique également aux actes délictueux ou criminels commis par les autorités franquistes, ses fonctionnaires ou autres ayant agi dans le cadre de la légalité du régime.
Le 12 décembre, l'autonomie du Pays basque est reconnue.
Le 15 janvier 1978, un incendie se produit dans une salle de spectacle de Barcelone : les autorités accusent les milieux anarchistes. C'est l'affaire Scala.
Le 10 octobre 1978, le texte de la nouvelle constitution est approuvé par l'Assemblée. Elle met en place un État à gestion décentralisée basé sur une division du territoire espagnol en 17 communautés autonomes dotées d’un parlement propre et disposant de moyens et de compétences variables (éducation, santé, promotion de la culture régionale...), les autres compétences étant détenues par le gouvernement central basé à Madrid.
Le 6 décembre suivant, le projet constitutionnel est approuvé par référendum, et ce jour devient celui de la fête nationale de la Constitution. Elle entre en vigueur le 29 décembre.
Le 21 décembre 1978, le membre d'Euskadi ta Askatasuna José Miguel Beñarán Ordeñana est assassiné à Anglet.

### L'UCD, au premier gouvernement constitutionnel (1978-1981)
Après l'acceptation du texte constitutionnel, Adolfo Suárez fait un nouvel appel aux urnes pour le Parlement et pour les élections municipales de mars de 1979, avec un résultat semblable à celles de 1977 : victoire du parti de l'UCD aux législatives, mais une majorité de suffrages exprimés pour les partis de gauche aux élections municipales.
En 1980, les communautés de Catalogne et du Pays basque organisent les premières élections de leurs parlements autonomes avec les victoires du Parti nationaliste basque (PNV-EAJ) et de Convergència i Unió (CiU), deux partis nationalistes modérés.
Adolfo Suárez, affaibli sur le plan politique au sein de son propre gouvernement présente sa démission le 29 janvier 1981.

### La tentative de coup d'État du 23 février 1981
Une tentative de putsch surprend le Congrès des députés le 23 février 1981, au moment du débat de l'investiture du nouveau président du gouvernement, Leopoldo Calvo-Sotelo.
Quelque 201 gardes civils du lieutenant-colonel Antonio Tejero envahissent le parlement aux cris de « Tout le monde par terre ! » et tirent des coups de feu. On craint la déroute du processus démocratique.
Le cerveau politique de ce putsch est en fait le général Alfonso Armada, un ancien secrétaire du roi Juan Carlos, qui veut présider un « gouvernement de concentration » avec, parmi ses ministres, six personnalités communistes et socialistes et des membres de l'UCD et de l'Alliance populaire. Il se voudrait un « de Gaulle » espagnol, qui se substituerait au chef du gouvernement, Adolfo Suárez, débordé par les nationalismes basque et catalan, par les attentats de l'ETA et par la colère qui en résulte dans les casernes. Il a dans ce but pris contact avec de nombreux politiciens depuis plusieurs mois mais Suarez l'a pris par surprise en démissionnant le 29 janvier 1981. Armada cherche alors à imposer sa voie gaullienne aux élus du parlement. Il sauverait la nation d'un putsch qu'il pilote pourtant lui-même.
Carmen Echave (une collaboratrice du vice-président du Congrès des députés) rapporte que parmi les personnalités de droite et de gauche que voulait proposer Armada pour entrer dans son « gouvernement de concentration » figuraient Felipe González (PSOE) pour être vice-président chargé des Affaires politiques, Javier Solana (PSOE) pour être ministre des Transports et des Communications, Enrique Múgica (PSOE) pour être ministre de la Santé, Gregorio Peces Barba (PSOE) pour être ministre de la Justice, Jordi Solé Tura (PCE) pour être ministre du Travail ou encore Ramon Tamames (PCE) pour être ministre de l'Économie.
Cette liste dictée par Armada au téléphone avec le lieutenant-colonel Antonio Tejero Molina suscite la perplexité de ce dernier qui croyait que le putsch instaurerait un régime militaire pur et dur alors que le général Armada voulait faire approuver sa proposition de « gouvernement de concentration » par les députés. Ainsi « choqué », le lieutenant-colonel Tejero refuse net au général Armada l'accès à l'hémicycle parlementaire.
Cette rébellion dans la rébellion est déterminante dans l'échec du putsch, confirmée par toutes les analyses depuis la tentative de coup d'État[réf. souhaitée]. D'autres facteurs ont également joué. Ainsi ce n'est qu'à Valence que les chars commandés par le lieutenant-général Jaime Milans del Bosch occupent la rue.
Après avoir appelé plusieurs chefs de l'armée pour leur ordonner en tant que commandant en chef de défendre la démocratie, le roi Juan Carlos exige, lors d'une allocution télévisée, que les forces armées rentrent dans leurs casernes et soutiennent sans conditions le gouvernement démocratique légitime.
Trente-deux officiers et un civil sont ensuite jugés et condamnés pour la tentative de putsch dite du 23-F. Cet événement majeur a pour conséquence de consolider la monarchie et libérer la démocratie espagnole de la tutelle militaire. C'est à ce moment que de nombreux républicains se rallient à Juan Carlos. On les appelle les juancarlistes, selon l'expression de Jorge Semprún.
Alfonso Armada est condamné à 30 ans de prison, mais libéré dès 1988. Antonio Tejero est condamné également à 30 ans de prison, mais n'en purgera que la moitié.

### L'UCD, la deuxième présidence du gouvernement (1981-1982)
Le successeur au sein de l'UCD de Adolfo Suárez est Leopoldo Calvo-Sotelo, qui est investi deuxième président du gouvernement de l'Espagne démocratique  le 25 février 1981, une fois finie la tentative de coup d'État du 23 février.
Toujours en 1981, le projet Islero fut stoppé par le gouvernement sous la pression des États-Unis, lors de la signature du traité sur la non-prolifération des armes nucléaires le 1er avril.
Pendant son mandat présidentiel, l'Espagne adhère à l'OTAN en décembre 1981. La même année, en juillet, le divorce est légalisé malgré l'opposition de la hiérarchie de l'Église catholique.
La hausse du chômage, le durcissement du terrorisme et la désintégration de l'UCD, convainquent Leopoldo Calvo-Sotelo de convoquer des nouvelles élections législatives en octobre 1982.

### La victoire du PSOE d'octobre 1982
Le 28 octobre 1982, le PSOE, dirigé par Felipe González, obtient la majorité absolue aux élections législatives. La formation de droite AP, dirigée par Manuel Fraga Iribarne, arrive en deuxième place, tandis que l'UCD et le PCE perdent une grande partie de leurs électeurs.

## Aspects sociologiques
D’un point de vue sociologique, la transition se caractérise par un processus de démobilisation des masses. L’opposition au franquisme et les manifestations spectaculaires ayant suivi la mort de Franco contribuent de façon fondamentale à accentuer la pression sur le régime pour le changement. La mobilisation ouvrière augmente de façon spectaculaire au cours des dix années précédant la transition. Dans les universités, des jeunes majoritairement issus des classes favorisées par la dictature, bien que peu nombreux, développent des mouvements d’opposition étudiants qui rencontrent un écho significatif auprès de la population.
Une fois la transition enclenchée, elle est prise en main par un petit nombre d’hommes politiques (Pacte de la Moncloa) et, après les premières élections en 1977, la mobilisation populaire est rapidement désactivée. Cette désaffection pour la politique restera une caractéristique des espagnols pendant l’époque démocratique.

## Aspects démographiques
Une clé pour expliquer la transition est l’évolution démographique du pays. C’est au moment de la transition que s’opère un changement de génération : les membres de la génération arrivant au pouvoir n’ont pas lutté dans la guerre civile et n’ont pas connu sa lutte fratricide. La répression des opposants suscite de vives réactions en Europe et le pays s’isole sur le plan diplomatique. Finalement, les jeunes générations franquistes se désolidarisent des radicaux partisans du régime et vont chercher à s’allier par la négociation avec les modérés de l’opposition,.

## Aspects économiques
De nombreux travaux mettent au jour une corrélation entre développement économique et établissement des régimes démocratiques, sans qu’il soit néanmoins possible d’établir un lien de simple cause à effet. Dans le cas de l’Espagne, la croissance économique spectaculaire qui a marqué la seconde période du franquisme, résultat d’une politique d’ouverture et de modernisation[réf. nécessaire], a permis à la majorité de la population d’obtenir un niveau de vie convenable, un état de fait qui tend à apaiser les tensions sociales, diminuant la rentabilité d’un régime qui les réglait habituellement par la coercition et la répression. Paradoxalement, ces mesures au départ prises afin d’améliorer le sort de la population et d’asseoir la légitimité du régime, s’avèrent en définitive contreproductives en facilitant la mise en place de mouvements contestataires.
Le premier choc pétrolier contribue également à l’affaiblissement du régime, qui consacre une part importante de son budget à tenter de limiter l’impact du coût pour les Espagnols afin de limiter les protestations et le mécontentement.

## Aspects culturels
Le mouvement culturel le plus notable de la transition est la movida madrilène, qui incarne tout à la fois : libéralisation morale de l'Espagne ainsi que la sortie de l’art militant qui avait caractérisé la période franquiste.

## Les médias
La transition s’accompagne d’un profond remaniement du paysage médiatique espagnol. Le 4 mai 1976 est fondé El País, journal de référence de la presse progressiste espagnole. L'État perd le monopole de la radio et de la télédiffusion[Quand ?]. De nombreuses communautés autonomes mettent en place leur propre groupe médiatique audio-visuel, les dirigeants régionaux mettant à profit les possibilités ainsi offertes, en termes électoraux notamment.

## Politique extérieure
La tâche prioritaire à laquelle s’attelèrent les dirigeants espagnols durant la transition fut de tenter de redorer l'image internationale du pays, sérieusement compromise par la politique répressive du franquisme, condition indispensable pour intégrer la Communauté économique européenne, conçue comme l’espace naturel pour le développement de l’Espagne, dans la lignée de la pensée de José Ortega y Gasset.
Rapidement, la nouvelle démocratie établit des liens privilégiés avec les pays de l’Amérique hispanique, dans une optique de coopération économique et d’aide au développement (visite du président Suárez à Cuba en septembre 1978, présence de l’Espagne en tant qu’invité au sommet des pays non alignés l’année suivante).
La question de la participation de l’Espagne à l’Organisation du traité de l'Atlantique nord (OTAN) fait l’objet d’un intense débat entre la droite et le centre qui y étaient favorables et la gauche qui s’y opposait, considérant l’organisme comme un instrument de l’impérialisme des États-Unis. Cette question sera tranchée par un référendum organisé sous un gouvernement socialiste en 1986[réf. nécessaire].
Un accord signé en juillet 1976 permet le rétablissement de relations normales avec le Vatican, qui avait pris ses distances avec la dictature depuis la fin des années 1960.

## Historiographie

### Généralités
La transition espagnole a été souvent présentée comme un paradigme exemplaire de transition sociale majeure survenue dans un climat de relative paix sociale. Son originalité fondamentale résiderait dans le fait que la dictature aurait été démantelée « de l’intérieur » : ce sont les modérés du franquisme qui, à force de compromis avec les forces modérées de l’opposition, auraient permis la fin du régime et la mise en place d’une démocratie, et le dépassement des très fortes tensions internes, notamment la menace permanente des militaires et la violence terroriste,,.
Au cours de cette transition, dans le discours public, la représentation de la guerre civile a été celle d'une guerre fratricide, représentation qui s'est consolidée à partir des années 1960. Cette expression portée par le discours public revient à dire que la guerre a opposé les Espagnols entre eux, et qu'il s'est commis des choses atroces des deux côtés sur lesquelles il ne faut pas revenir. Pourtant, dès cette période, les historiens commencent à travailler sur la guerre civile. Pendant la transition, ce qui intéresse le plus ces historiens est l'histoire de la Seconde République, parce qu'ils y voient une sorte de terrain pour étudier le fonctionnement d'un régime parlementaire démocratique en train de construire en Espagne. Puis quand ce régime est établi, d'abord dans les années 1970 puis de manière plus importante dans les années 1980, les historiens vont aux archives pour documenter de manière très positiviste l'histoire de la guerre civile et pour comprendre aussi pourquoi la République a perdu la guerre .
Néanmoins, Cette représentation de la transition a été amplement révisée dans l’historiographie plus récente, donnant un éclairage beaucoup plus critique sur la période. L’« exemplarité » de la transition et son déroulement sont mis en cause, notamment la légitimité d’un processus mené par les représentants d’une dictature et l’absence de choix proposé aux Espagnols entre république et monarchie. D’autres études mettent en lumière le grand climat de violence sociale et politique qui a en réalité caractérisé cette période,,,,,.
Certains auteurs critiquent en particulier le modèle territorial — l'« État des autonomies » — imposé aux forces d’opposition au franquisme — majoritairement partisanes d’un modèle d’État fédéral plus classique,, —, dans lequel ils voient les germes des grandes tensions liées aux nationalismes périphériques qui secouent le pays depuis plusieurs années. L’historien britannique Sebastian Balfour explique les principales difficultés posées par ce nouveau modèle territorial par le manque de définition des rapports entre les communautés autonomes et l’État central, qui débouche sur une double logique, d’une part de surenchère entre les communautés autonomes elles-mêmes, et d’autre part de « bras de fer » entre les communautés autonomes et l'État central.

### Une transition pacifique?
L'interprétation qui fut longtemps dominante dans l'historiographie soutient que la Transition démocratique espagnole fut « essentiellement pacifique », que la violence politique n'eut aucune influence sur son développement, puisqu'elle n'a pas réussi « à faire dérailler le processus de démocratisation. » Cette conception a depuis été amplement critiquée par de multiples historiens.
L'historienne française Sophie Baby, spécialiste de la question, considère cette idée de « transition pacifique » comme un mythe,. Baby constate qu'il y avait certes une volonté expresse qu'elle soit pacifique (et réconciliatrice ) — le souvenir de la guerre civile était très présent — et en ce sens elle souligne que la transition « a été pacifique parce que la violence avait été exclue du champ de l'horizon de ce qui était publiquement tolérable et pour avoir pacifié la communauté citoyenne », mais cela « n'exclut pas qu'on admette, presque cinquante ans plus tard, la réalité historique d'une violence multiforme qui impacta profondément le processus de réforme et laissa ouvertes de nombreuses blessures. » En tenant également compte du fait qu'un tiers des victimes totales étaient des civils anonymes, c'est-à-dire sans aucun lien avec les structures du pouvoir, Baby affirme que « la violence a envahi l'espace social de la Transition. »
Selon l'historien britannique Paul Preston :

« La transition vers la démocratie se basa sur une transaction entre plusieurs Espagnes : la partie la plus progressiste et modéré de l'Espagne franquiste, l'Espagne des victimes de la dictature qui renonça aux vengeances et aux règlement de comptes, et l'immense troisième Espagne qui souhaitait une normalisation à l'intérieur d'une Europe démocratique. »

 Pour leur part, Carme Molinero (es) et Pere Ysàs (es) soulignent :

« La transition espagnole vers la démocratie fut un processus complexe, lors duquel fut très présent le souvenir de la guerre civile et le poids, dans tous les ordres, de quarante ans de dictature. Elle ne donna pas lieu à une démocratie modèle, mais pas non plus à une continuation du franquisme avec un autre habillage ni à une démocratie si imparfaite qu'elle ne mériterait pas son nom. La transition ne fut pas le fruit d'un plan préétabli ni d'une transaction honteuse. »

Selon Baby, entre novembre 1975 (proclamation de Juan Carlos après la mort de Franco) et octobre 1982 (victoire du PSOE aux élections générales), se déroula un « cycle de violence politique » (en italique dans le texte) qui causa 714 morts — il y eut au moins de 3 500 actes de violence — qui « font de la Transition espagnole la période la plus meurtrière depuis l'après-guerre, [et] qui se situe au même niveau que les « années de plomb » en Italie. » Plus de la moitié des victimes sont des membres des Forces Armées et des Corps et Forces de Sécurité de l'État, morts dans des attaques terroristes perpétrées par les GRAPO (qui a tué au total 63 personnes) et, surtout, ETA (plus de 400). De leur côté, l'extrême droite et les groupes parapoliciers « antiterroristes » sont responsables de 67 assassinats. Et les actions des forces de l'ordre public, qui ne furent pas purgées et conservèrent généralement leurs habitudes répressives propres d'une dictature, causèrent 178 morts, pour la plupart des civils anonymes. Cela fait de la transition espagnole la plus sanglante d'Europe après celle de Roumanie.
En 2016, Xavier Casals développa la thèse de Baby sur l'importance de la violence politique dans le développement de la Transition (déjà avancée par Ignacio Sánchez-Cuenca et Paloma Aguilar Fernández dans leur article « Violencia política y movilización social en la Transición española », publié en 2009, et par Mariano Sánchez Soler dans son livre La transición sangrienta. Una historia violenta del proceso democrático en España (1973-1983), publié en 2010). Sa thèse est que paradoxalement la violence (terroriste) « facilita globalement la stabilisation de la démocratie, à l'exception d'ETA au Pays Basque », car elle eut pour effet de « stabiliser en déstabilisant », « elle stabilisa alors qu'elle prétendit déstabiliser » : « elle renforça les équilibres politiques alors précaires et favorisa les grands consensus ; elle isola les auteurs et promoteurs de la violence du gros de la société ; et elle contribua à « neutraliser » ou éliminer les options radicales de différentes orientations qui pouvaient compliquer le cours du processus politique, fussent-elles d'extrême droite, de gauche révolutionnaire, carlistes, libertaires, nationalistes périphériques ou putschistes. » En bref, « elle influa sur le déroulement de la Transition en contribuant à la stabiliser », puisque « dans la plupart des cas, l'effet de la violence politique fut l'opposé à celui recherché par ses auteurs : loin de radicaliser la société, elle l'éloigna de l'extrémisme et l'amena à parier sur de grands partis susceptibles de garantir un changement ou une évolution stable. » Sa conclusion est que, « pendant la Transition, le vote des urnes coexista avec un autre difficile à calibrer et impossible à ignorer : celui des armes. »
Carme Molinero (es) et Pere Ysàs (es) écrivent en 2018 : « Même si, d'un point de vue global, le caractère pacifique fut un trait dominant de la transition, cela n'empêche pas que l'on prête attention à deux phénomènes influents dans le processus politique de ces années-là : la violence politique qui jalonna le processus jusqu'en 1982 et le danger que supposaient les conspirations et les tentatives de coup d'État qui se succédèrent jusqu'au coup d'État manqué de 1981. » Ils considèrent également « plausible » la thèse de Xavier Casals selon laquelle « la violence politique exercée pendant la transition, sauf dans le cas d'ETA, se retourna de fait contre ses promoteurs et ses acteurs, contribuant ainsi à leur défaite. Cela n’implique pas d’en sous-estimer l’importance, bien au contraire, car en plus des souffrances qu’elle causa, elle contribua à stabiliser le processus démocratique, bien qu'elle prétendît le contraire. »

### La transition, un pacte d’élites?
Selon Ignacio Sánchez-Cuenca (2014) :

« Entre la mort de Franco et les élections, le changement politique se produisit d'en haut, depuis les instances du pouvoir de l'État, unilatéralement, sans le concours des partis d'opposition [...] Il n'y eut pas d'authentiques négociations et aucun accord significatif ne fut atteint entre le régime et l'opposition. L'opposition, depuis la rue et les usines, fit pression autant qu'elle put pour qu'il y eût une rupture avec le régime franquiste, bien qu'elle n'y parvînt pas. L'effort, cependant, ne fut pas vain, car la pression populaire obligea à accélérer et à approfondir les plans de réforme : sans la pression depuis le bas, les réformes d'en haut ne seraient pas allées aussi loin. [...] Le mouvement d'opposition finit par s'adapter aux plans de changement de Suárez, c'est-à-dire qu'il accepta que ce soit un gouvernement franquiste qui convoque les élections et qu'elles se déroulent dans les conditions établies par celui-ci. »

Selon Xosé Manoel Núñez Seixas (2017) :

« À aucun moment il n'exista un plan conçu et parfaitement exécuté, ni de la part des secteurs réformistes du franquisme, ni de l'opposition démocratique, ni du patronat ou des principales chancelleries d'Europe occidentale et d'Amérique du Nord. Tout n'était ni parfaitement «atado y bien atado, son résultat étant la Constitution de 1978 et le régime de la Transition, ni le processus de démocratisation ne fut le fruit de la générosité du monarque, de l'ouverture d'esprit des réformistes du franquisme et de la capacité de sacrifice et de renoncement de l'opposition démocratique. Dans la Transition, il y eut beaucoup d'improvisation, d'accords circonstanciels et imprévus, de surprises et de résultats inattendus, et par conséquent, d'adaptation aux circonstances changeantes du contexte politique et international. Ce fut un pacte d'élites, mais conditionné par les mobilisations sociales, ponctué de moments sanglants, et qui marcha souvent sur le fil du rasoir. »

Selon Carme Molinero (es) et Pere Ysàs (es) (2018) :

« Le processus de transition dans son ensemble [fut] un processus incertain et dynamique, un chemin plein d'indéfinitions. Un processus dans lequel rien n'était écrit, dans lequel les acteurs durent se définir et s'adapter de façon permanente. [...] Les changements qui se matérialisèrent peu à peu ne furent la conséquence d'aucun accord préalable, mais le fruit d'un processus ouvert, plein d'incertitudes, au cours duquel les soutiens des différents acteurs politiques furent continûment mesurés, dans une situation sociopolitique en évolution dynamique, ce qui obligea à la reformulation de postures et de propositions. En dernier lieu, la corrélation de forces fut le facteur déterminant du processus de changement. »

Selon Alfonso Pinilla García (2021) :

« La Transition [fut] un processus négocié, fruit de compromis entre le gouvernement surgi de la légalité franquiste et les forces d'opposition les plus modérées ; un processus où prima le pacte, mais où il y eut aussi de la violence et des radicalismes à gauche et à droite du spectre politique ; un changement politique progressif, mais certain et de courte durée, qui bénéficiait du soutien explicite de la majorité de la société espagnole. [...] La faiblesse et le besoin de survie sont à la base de ce pacte. L'opposition avait réussi à générer une intense mobilisation ouvrière qui, cependant, n'a pas donné lieu à un mouvement interclassiste général, massif, capable de renverser le gouvernement. Pour sa part, ce dernier put adopter sa Loi pour la réforme politique, mais le bunker continuerait de l'entraver, tandis que l'Armée — dont la hiérarchie était contrôlée par ce bunker — n'allait pas consentir à ce que cette réforme dérive vers une rupture [...] »

Selon Pamela Radcliff (2022) :

« Pour les critiques de gauche, le pacte des élites fut le péché originel d'une démocratie procédurale qui consolida la domination du 1 % [une infime minorité]. Pour les défenseurs de la droite, la construction institutionnelle concertée de l'élite de la Transition incarne une tradition positive de stabilité politique et de gradualisme [...] Ni péché originel ni plan parfaitement élaboré, cette Transition fut un moment liminaire où de nombreux Espagnols participèrent à un débat large et passionné sur l'avenir, la signification de la démocratie et les limites de la communauté. Le résultat ne fut ni prédéterminé ni complètement destructuré, étant donné le contexte culturel, sociologique et européen, mais il ne fut pas non plus le produit autonome de quelques membres de l'élite, que l'on peut ensuite accuser ou féliciter pour tout ce qui suivit. Dans cette perspective, l'héritage de la Transition est moins figé et plus flexible, un moment complexe dont on peut tirer de nombreuses leçons pour la rénovation démocratique. »

Selon Pau Casanellas (2022) : 

« La référence au pacte entre élites a été monnaie courante, une idée qui, une fois de plus, dépouille de tout protagonisme la protestation sociale. C'est là, sûrement, la conséquence la plus blessante de la prolifération des lieux communs autour de la notion de régime de 78 : la relégation du rôle capital [trascendental] que la mobilisation populaire et, en particulier, les nombreuses manifestations de l'année 1976 jouèrent dans l'ouverture d'une brèche qui, en bloquant toute tentative de réforme du franquisme, ouvrit la voie à un changement de régime. En réexaminant les dates, l'élection de 1978 comme moment de genèse de la démocratie parlementaire fut fondamentale pour la consolidation de l'idée d'un pacte par en haut [...] L'approbation de la Constitution de 1978 marqua la culmination de cette phase de « consensus » : un accord qui, qu'on l'aime plus ou moins, fut obtenu entre des forces politiques élues par suffrage universel, et non — comme cela a parfois été suggéré par méconnaissance — entre les cadres de la dictature et ceux de l'opposition. Et un accord, il convient également de le rappeler, beaucoup plus précaire et instable que ce que le récit prédominant jusqu'à il y a quelques années avait tendance à soutenir. Le pacte fut plus conséquence que cause du changement politique, et seulement pour un temps limité ; le processus qui y mena fut loin d'être placide. »

## «Mémoire» de la transition
Selon Carme Molinero (es) et Pere Ysàs (es), la transition a donné lieu à l'élaboration de deux récits, absolument contraposés : celui d'une « transition ayant réussi, conduite par l'élite politique installée dans les institutions et qui parvint à démanteler la dictature et établit une démocratie homologable internationalement », en partant de la « volonté sans équivoque d'établir un régime démocratique, en premier lieu du roi Juan Carlos, et avec lui de quelques hommes politiques réformateurs dirigés par Adolfo Suárez, parmi lesquels Torcuato Fernández-Miranda jouerait un rôle très important » ; et celui d'« une transition qui donna lieu à une démocratie d'une infime qualité, presque échouée » car il s'agissait « d'une opération conçue et exécutée par les institutions franquistes pour changer certaines choses, mais avec l'objectif que tout continue sans changer. » Selon ces deux historiens, ces deux récits sont faux, le premier car « de nombreux acteurs politiques, et notamment sociaux, qui jouèrent un rôle déterminant dans le processus, disparaissent du scénario, et que le niveau élevé de conflictivité [du même processus] est éliminé, mettant en valeur le consensus, certain dans la construction institutionnelle de la démocratie, mais en taisant les difficultés pour l'atteindre et les dissensions importantes qui furent exprimées » ; le second « parce qu'on oublie les caractéristiques spécifiques du processus de changement politique, les projets existants, les forces et les faiblesses des acteurs politiques et sociaux qui les impulsèrent et les réels conditionnements existants. »
L'un des fondements de l'histoire de la transition « réussie » est le rôle décisif attribué au roi Juan Carlos en tant qu'artisan de la démocratie espagnole, qualifié de « moteur » ou « pilote » du changement. Cependant, Molinero et Ysàs considèrent que l'objectif de Juan Carlos était « la consolidation de la monarchie » et que ce serait « la clé fondamentale pour expliquer » ses décisions. Ainsi, « si la monarchie et le titulaire de la Couronne se présentaient comme des promoteurs de changements démocratisants, souhaités par une partie notable de la société espagnole [...] l'institution pourrait avoir un avenir bien plus prometteur », en déliant son sort de celui du franquisme. « Cependant, une réforme démocratisante ne signifiait pas l'établissement à court terme d'une démocratie pleinement homologable au niveau international. En d’autres termes, la démocratie configurée dans la Constitution de 1978 n’était pas l’objectif de la réforme politique promue par le chef de l’État en décembre 1975. » «Toutes les données disponibles indiquent que l'attitude de Juan Carlos tout au long du processus de transition fut déterminée par l'évolution de la situation politique générale [...] Ce fut la conviction croissante que le gouvernement Arias était en train d'échouer et que l'avenir de la monarchie était compromis ce qui détermina que Juan Carlos demandât au président du gouvernement de démissionner et impulsât le début d'un projet de réforme plus ambitieux et qui devait de plus être déployé plus rapidement. » Pour Molinero et Ysàs, la preuve des convictions politiques de Don Juan Carlos était la liste des 40 sénateurs nommés par lui-même dans laquelle, comme le dénonça le PSOE, « parmi ceux nommés, il n'y avait pratiquement personne qui se distinguât par ses idées démocratiques. » Juan Carlos « ne formula bien entendu jamais la moindre allusion à une critique du régime dictatorial qui l'avait placé à la tête de l'État. » Concernant les actions du roi sur le 23-F, Molinero et Ysàs affirment que « Juan Carlos n'avait d'autre choix que la défense sans équivoque de la légalité constitutionnelle s'il ne voulait pas mettre en danger la monarchie et toutes ses interventions antérieures pour la consolider. C'est précisément la défense de la légalité constitutionnelle qui renforça la figure de Juan Carlos et lui conféra une légitimité supplémentaire. »
Un autre des fondements de l'histoire de la transition « réussie » est l'idée que ce sont les réformistes de Franco qui « amenèrent la démocratie », comme le déclara Rodolfo Martín Villa une fois la transition terminée : « La gauche est celle qui lève le drapeau de la démocratie. Nous nous sommes limités à amener. Rien de moins «, écrivait-il en 1984. Molinero et Ysàs soulignent que « donner pour avéré que les réformistes avaient pour objectif la démocratie configurée dans la Constitution de 1978 est impossible si l'on analyse rigoureusement le processus de changement politique et les projets qui guidèrent les actions de ces réformistes, au moins jusqu'à ce que le processus soit bien avancé. » Les mêmes auteurs donnent comme exemple la légalisation du PCE, le principal parti de l'opposition antifranquiste : « Toutes les données disponibles indiquent que, jusqu'en janvier 1977, le gouvernement n'envisagea jamais que les communistes puissent participer au processus électoral. »
Concernant l'histoire de la transition « chancelante » ayant débouché sur une « démocratie avec de graves déficiences » et dont la version la plus extrême indique qu'elle amena le « régime de 78 » qui ne serait qu'une sorte de franquisme déguisé, Molinero et Ysàs remarquent que « paradoxalement, cette histoire coïncide avec la transition la plus apologétique lorsque l'on considère le changement politique comme l'œuvre de l'élite dirigeante. En même temps, il tend à tout expliquer en fonction du « pacte » ou des « pactes » de la transition, mais sans s’arrêter à en rendre compte, et à considérer presque honteux le rôle de la gauche, notamment du PCE, qui être en proie à des renonciations, voire à des trahisons, dont seule est épargnée, et dans certains cas seulement partiellement, l'auto-dénommée « gauche révolutionnaire ». » Les mêmes historiens rappellent que « les changements qui se sont matérialisés ne furent pas la conséquence d'un quelconque accord préalable, mais le fruit d'un processus ouvert, plein d'incertitudes, dans lequel les soutiens des différents acteurs politiques furent continuellement mesurés » et qu'« en fin de compte, le rapport de forces fut le facteur déterminant du processus de changement. » À propos de la supposée « démobilisation », ils indiquent : « la mobilisation contre la dictature joua un rôle essentiel dans la configuration de la crise du franquisme et pendant le processus de changement. […] Mais l'opposition ne fut jamais en capacité de réussir une action de masse de caractère général. »
Un autre élément du récit de la transition « chancelante » fait référence à la loi d'amnistie de 1977, qui impliqua le renoncement à « poursuivre le régime de Franco devant les tribunaux ». Molinero et Ysàs notent que cela ne figurait pas dans les objectifs de l'opposition anti-franquiste et qu'il n'y eut donc pas de tel renoncement. À partir des années 1940, l'opposition avait prôné la « réconciliation nationale » pour surmonter les profondes fractures provoquées par la guerre civile, si bien que, selon les mêmes auteurs, « la loi d'amnistie fut absolument cohérente avec la trajectoire de l'antifranquisme. »
L'autre grand « renoncement » de l'opposition antifranquiste aurait été de ne pas avoir réclamé un référendum sur la forme de gouvernement (Monarchie ou République). À ce propos, Molinero et Ysàs soulignent que l'objectif fondamental de l'opposition était la démocratie ; ils rappellent qu'« aux Cortes élues en juin 1977, il n'y avait ni majorité républicaine, ni majorité en faveur de la soumission de la forme de gouvernement à une consultation séparée », et que ce qui fit l'objet de négociation ce furent les caractéristiques de la monarchie parlementaire . […] Il ne faut pas oublier la présence de forces armées qui respectèrent la nouvelle légalité non par conviction démocratique, mais par obéissance au roi en sa qualité de chef suprême [des Armées] et, selon beaucoup de ses membres, parce que cela avait été le mandat final de Franco. »

### Naissance du mouvement mémoriel
Dans les années 1990, des voix se sont élevées en Espagne pour réclamer un retour critique du pays sur son passé récent et refuser la vision irénique de la guerre civile comme un conflit fratricide dont tous les Espagnols seraient également coupables, pour exiger la condamnation du régime franquiste et la reconnaissance de ses victimes. Au départ ces voix sont très minoritaires, ce n'est qu'à la fin des années 1990 que ces revendications prennent de l'ampleur et bénéficient d'un relais médiatique. Au début des années 2000 est créée l'Association pour la récupération de la mémoire historique (ARMH) qui encourage les exhumations des fosses dans lesquelles elles gisent depuis la guerre pour leur donner une sépulture et leur rendre hommage. Et toutes ces initiatives s'accompagnent, dans le monde journalistique, de la production de nombreux documentaires sur les vaincus et sur la répression franquiste.
Le processus se poursuit au milieu des années 2000 par l'adoption de politiques mémorielles par le gouvernement socialiste de Zapatero dont l'élément le plus important est l'adoption en 2007 de la loi dite de la Mémoire Historique. Il s'agit d'une loi destinée à la réparation matérielle et symbolique des victimes du franquisme et destinée aussi à retirer de l'espace public les symboles du régime franquiste qui étaient encore très présents. Cette politique mémorielle suscite de vives oppositions à droite, au sein du Parti Populaire. La rupture des années 1990 reflète d'une part un changement générationnel, ces revendications sont portées par la génération des petits enfants des acteurs de la guerre, notamment des Républicains, qui critiquent l’ambiguïté officielle vis-à-vis du Franquisme et qui ont un discours très critique sur la transition démocratique.